# Hedvig Lindahl
Rut Hedvig Lindahl (Katrineholm, 29 april 1983) is een Zweeds voetbalspeelster die sinds 2015 als doelverdediger actief is bij Chelsea LFC in de FA Women's Super League. In 2019 ging ze naar vFl Wolfsburg, waar ze als vaste kracht in de Bundesliga speelde. In seizoen 2020-21 stapte ze over naar Atletico Madrid.

## Carrière
Lindahl groeide op in Gropptorp, een dorp gelegen tussen Katrineholm en Vingåker in Sörmland waar ze vanaf jonge leeftijd begon te voetballen bij de jeugdteams waar al snel bleek dat ze talent had. Als kind deed ze ook aan turnen en atletiek. Op 13-jarige leeftijd besloot Lindahl zich te concentreren op een carrière als profvoetballer. Eerder had Lindahl zowel als aanvaller als doelverdediger gespeeld, maar uiteindelijk besloot ze als doelverdediger verder te gaan. Lindahl werd geselecteerd om te spelen in het Sörmland-team, een tijdelijk team waarvoor de beste voetballers per leeftijdsgroep in Södermanland werden geselecteerd.

### Clubs
Lindahl speelde op jonge leeftijd bij DFK Värmbol en Tunafors SK in de lagere divisies en debuteerde in 2001 in de Damallsvenskan bij Malmö FF na te zijn gescout door de jeugdteamcoach voor Malmö en Zweden, Elisabeth Leidinge. Tijdens haar drie seizoenen in Malmö kreeg Lindahl sterke concurrentie van de toenmalige nationale doelverdediger Caroline Jönsson. Ze eindigde het seizoen in 2003 in bruikleen aan IF Trion en verbleef vervolgens vijf seizoenen bij Linköpings FC om in 2009 te transfereren naar Kopparbergs/Göteborg FC.
Ondanks 21 shutouts in 43 wedstrijden gedurende twee seizoenen met Göteborg, verlengde trainer Torbjörn Nilsson het contract van Lindahl niet en in plaats daarvan verhuisde ze naar ambitieuze Kristianstads DFF voor het seizoen van 2011. Lindahl tekende in december 2014 voor de Londense club Chelsea LFC in de FA Women's Super League. Na vier "clean sheets" in haar eerste vijf wedstrijden, noemde Chelsea-trainer Emma Hayes Lindahl haar als de beste doelman in de WSL. Op de FA Women's Cup-finale van 2015, voor het eerst in het Wembley Stadium gehouden, hield Lindahl haar netten ongeschonden in Chelseas 1–0 overwinning op Notts County. Het was Chelsea's eerste grote trofee. In oktober 2015 was ze ook van de partij bij de 4–0 overwinning van Chelsea op Sunderland, waarmee de eerste FA WSL-titel van de club behaald werd en meteen ook een "double" van League en Cup.

### Nationaal elftal
Lindahl speelde op 15 september 1999 haar eerste wedstrijd bij het Zweeds voetbalelftal onder 17 en debuteerde bij het Zweeds voetbalelftal op 25 januari 2002 in een vriendschappelijke wedstrijd tegen Engeland in La Manga die met 5–0 gewonnen werd. In de nationale ploeg moest ze concurreren met Caroline Jönsson en Sofia Lundgren voor de plaats als doelverdediger en kreeg uiteindelijk het vertrouwen van coach Marika Domanski-Lyfors. Lindahl was tweede doelman na Sofia Lundgren op de Olympische Zomerspelen 2004 en vanaf het Europees kampioenschap voetbal vrouwen 2005 werd Lindahl eerste nationale doelman. De nieuwe bondscoach Thomas Dennerby behield Lindahl en zij speelde zowel op het Wereldkampioenschap voetbal vrouwen 2007 en de Olympische Zomerspelen 2008 in Peking als op het Europees kampioenschap voetbal vrouwen 2009 in Finland. Ze bleef doelman nummer 1 van Zweden voor het Wereldkampioenschap voetbal vrouwen 2011 in Duitsland, waar Zweden derde werd en de Olympische Zomerspelen 2012 in Londen.
In september 2012 kreeg Lindahl een letsel aan de voorste kruisbanden tijdens een wedstrijd voor Kristianstads. Ze werd in mei 2013 terug opgeroepen voor de nationale ploeg door de nieuwe bondscoach Pia Sundhage, in de aanloop naar het Europees kampioenschap voetbal vrouwen 2013 in Zweden. Tijdens de afwezigheid van Lindahl had Kristin Hammarström de plaats van nationale doelman overgenomen en bleef in het doel tot in de halve finale waar Zweden met 1-0 verloor van Duitsland.
In september 2014 onderging Lindahl een dubbele heupoperatie voor een impingement waaraan ze sinds eind 2013 leed. Hoewel ze het hele jaar pijn had, speelde ze een van haar beste seizoenen. Ze koos voor de operatie omdat ze vastbesloten was om te spelen op het Wereldkampioenschap voetbal vrouwen 2015 en niet wilde riskeren dat haar lichaam faalde tijdens het toernooi, indien ze zou geselecteerd worden. Het uitstellen van de operatie zou ook het risico van een dubbele heupprothese in de toekomst met zich meebrengen. Ze werd terug opgeroepen voor de nationale ploeg voor de Algarve Cup in 2015. Tijdens het Wereldkampioenschap voetbal vrouwen 2015 was Lindahl terug eerste keeper van Zweden. In november 2015 won Lindahl de Diamantbollen, de prijs voor de beste Zweedse vrouwelijke speler van het jaar, een prijs die ze een jaar later nogmaals won. Tussen 2004 en 2017 werd ze zeven maal uitgeroepen tot beste Zweedse doelverdedigster van het jaar.
Op 3 augustus 2014 speelde Lindahl haar 100e internationale wedstrijd voor het Zweedse nationale team in een wedstrijd tegen Engeland. Ze speelde haar 113e internationale wedstrijd voor Zweden tegen Moldova op 17 september 2015, waarmee ze het record van Elisabeth Leidinge overtrof.
Op de Olympische Zomerspelen 2016 in Rio de Janeiro stond Lindahl in het doel tot de finale tegen Duitsland die met 2–1 verloren werd.

## Privéleven
Lindahl lijdt aan vitiligo en moet zich steeds insmeren met zonnebrandcrème alvorens buiten te komen. Ze woont samen met haar vrouw Sabine Willms eerst in Malmö, later in Cobham, net buiten Londen. Het echtpaar heeft samen twee zoons, geboren in 2014 en 2017.

## Erelijst
- 2006, 2008: Winnaar Zweedse beker
- 2015, 2017: Winnaar Engels landskampioenschap (FA Women's Super League)[8]
- 2015: Winnaar FA Women's Cup
- 2016: Zilveren medaille op de Olympische Zomerspelen 2016

### Individueel
- 2004, 2005, 2009, 2014, 2015, 2016, 2017: Beste doelverdediger van het jaar
- 2015, 2016: Diamantbollen